# Chao das Donas
Chao das Donas es un lugar español situado en la parroquia de Java, del municipio de El Bollo, en la provincia de Orense, Galicia.

## Demografía
| Gráfica de evolución demográfica de Chao das Donas entre 2000 y 2019 |
|                                                                      |
| Datos según el nomenclátor publicado por el INE.                     |